# Kunming
Kunming (en chino, 昆明; pinyin, Kūnmíng) es la capital y la ciudad más poblada de la provincia de Yunnan en la República Popular China. Situada en el extremo norte del lago Dian y gracias a su clima templado se le conoce como "La ciudad de la Primavera" (春城, chūn chéng). Su área es de 1819 km² y su población total para 2020 superó los 8,4 millones de habitantes

## Toponimia
Existen muchas teorías sobre el origen de la palabra "Kunming". La mayoría de los estudiosos creen que "Kunming" era originalmente el nombre étnico de un antiguo grupo del suroeste de China. "Kunming" se escribe como "Kun" (昆), "Kunmi" (昆弥) o "Kunlin" (昆淋) en la literatura china antigua. Al principio, no era el nombre de una ciudad, sino el nombre de un antiguo grupo étnico que vivía en el suroeste de China, lo que hoy es el oeste de Yunnan y el suroeste de Sichuan.
Entonces "Kunming" evolucionó a partir de una antigua etnia llamada Kunming yi (昆明夷), yi (夷) es el nombre dado por el pueblo de las Llanuras Centrales en la antigua China a las tribus orientales al este de ellas y podría referirse a "bárbaro" pero se piensa que no tenían connotaciones despectivas en la antigüedad.
"Kunming" ha sido topónimo desde el período de los Tres Reinos. En la dinastía Yuan, el gobierno central estableció el "condado de Kunming" en la moderna Kunming; el nombre "Kunming" ha continuado hasta el día de hoy.
El significado de "Kunming" fue explicado por Chang Xu de la dinastía Jin: "En el pueblo Yi (夷) al grande se le llama Kun (昆), y al pequeño Sou" (叟). Esta frase puede interpretarse como el grupo étnico Kunming con una gran población.
Algunas investigaciones modernas afirman que "Kunming" es un cognado de "Khmer" y "Khmu" que originalmente significaba "gente".

## Administración
Kunming se divide en 14 municipalidades que se administran en 7 distritos, 1 ciudad municipal, 3 condados y 3 condados autónomos:
| Mapa                 |                    | Hanzi                        | Hanyu Pinyin |
| -------------------- | ------------------ | ---------------------------- | ------------ |
|                      |                    |                              |              |
| Distritos            |                    |                              |              |
| Chenggong            | 呈贡区             | Chénggòng Qū                 |              |
| Guandu               | 官渡区             | Guāndù Qū                    |              |
| Panlong              | 盘龙区             | Pánlóng Qū                   |              |
| Wuhua                | 五华区             | Wǔhuá Qū                     |              |
| Xishan               | 西山区             | Xīshān Qū                    |              |
| Distritos suburbanos |                    |                              |              |
| Dongchuan            | 东川区             | Dōngchuān Qū                 |              |
| Jinning              | 晋宁区             | Jìnníng Qū                   |              |
| Ciudad satélite      |                    |                              |              |
| Anning               | 安宁市             | Ānníng Shì                   |              |
| Condados             |                    |                              |              |
| Fumin                | 富民县             | Fùmín Xiàn                   |              |
| Songming             | 嵩明县             | Sōngmíng Xiàn                |              |
| Yiliang              | 宜良县             | Yíliáng Xiàn                 |              |
| Luquan               | 禄劝彝族苗族自治县 | Lùquàn Yízú Miáozú Zìzhìxiàn |              |
| Shilin               | 石林彝族自治县     | Shílín Yízú Zìzhìxiàn        |              |
| Xundian              | 寻甸回族彝族自治县 | Xúndiàn Huízú Yízú Zìzhìxiàn |              |

## Historia
Durante el periodo de los Reinos Combatientes, se fundó la primitiva ciudad al sur del lago Dian. Pero la ciudad de Kunming se fundó a l'época de Nanzhao. Se cree que Marco Polo visitó la ciudad en 1282. Durante ese siglo, la ciudad fue tomada por las tropas mongolas, quienes dieron su nombre actual a Kunming.
En el siglo XIV, durante la dinastía Ming, Kunming fue reconquistada. Se construyó la muralla que rodeaba la ciudad, hoy en día ya desaparecida. 
En el siglo XIX, Kunming sufrió el ataque del líder rebelde Du Wenxiu, quien asaltó la ciudad en diversas ocasiones entre 1858 y 1868.
En el siglo XX, el desarrollo de la ciudad estuvo condicionado en gran parte al ferrocarril. En los años 80 Kunming empezó a transformarse y a convertirse en un importante centro financiero y comercial.

## Sitios de interés
- Museo provincial de Yunnan 云南省博物馆 y Museo municipal de Kunming 昆明市博物馆: colecciones de bronces, de esculturas budistas, etc.
- Templo de Yuantong 圆通寺; es el mayor templo budista de la ciudad. Fue construido en el siglo VIII durante la dinastía Nanzhao. Contiene numerosos murales y techos decorados con motivos religiosos.
- Parque del Lago Esmeralda. 翠湖公园
- Parque de Daguanlou. 大观楼公园
- Templos de las Colinas del Oeste. 西山
- Templo de Oro. 金殿
- Templo de los Bambúes. 筇竹寺, en las afueras de la ciudad; fue construido en el año 693 lo que le convierte en el templo de mayor antigüedad de toda la provincia de Yunnan. El templo actual data de 1280, durante la dinastía Yuan. Fue el primero de los templos en los que se practicó el budismo en la región.
- Parque de las Minorías de Yunnan. 云南民族村
- Museo de las Minorías de Yunnan. 云南民族博物馆
- Parco zoológico municipal. 昆明动物园
- Mercado de los pájaros.

## Universidades y centros científicos
- Universidad de Yunnan), fundada en 1922.（云南大学）
- Universidad de Kunming de ciencia y de tecnología.（昆明理工大学）
- Universidad agrícola de Yunann.（云南农业大学）
- Universidad normal de Yunnan.（云南师范大学）
- Universidad de Yunnan de medicina tradicional china.（云南中医学院）
- Universidad de Yunnan de finanzas y de economía.（云南财贸学院）
- Universidad Forestal del Suroeste （西南林业大学）
- Colegio Médico de Kunming.（昆明医学院）
- Instituto Botánico Kunming, CAS.（中国科学院昆明植物研究所）

## Geografía
Kunming está situada en la meseta de Yunnan. Disfruta de una situación protegida gracias a las montañas que la rodean por tres de sus lados y el lago, situado al sur de la metrópoli.
El dialecto de Kunming es muy similar al sichuanés ya que ambos pertenecen a la rama del mandarín del Suroeste.

## Clima
| Parámetros climáticos promedio de Kunming (1971−2000)                    | Parámetros climáticos promedio de Kunming (1971−2000) | Parámetros climáticos promedio de Kunming (1971−2000) | Parámetros climáticos promedio de Kunming (1971−2000) | Parámetros climáticos promedio de Kunming (1971−2000) | Parámetros climáticos promedio de Kunming (1971−2000) | Parámetros climáticos promedio de Kunming (1971−2000) | Parámetros climáticos promedio de Kunming (1971−2000) | Parámetros climáticos promedio de Kunming (1971−2000) | Parámetros climáticos promedio de Kunming (1971−2000) | Parámetros climáticos promedio de Kunming (1971−2000) | Parámetros climáticos promedio de Kunming (1971−2000) | Parámetros climáticos promedio de Kunming (1971−2000) | Parámetros climáticos promedio de Kunming (1971−2000) |
| Mes                                                                      | Ene.                                                  | Feb.                                                  | Mar.                                                  | Abr.                                                  | May.                                                  | Jun.                                                  | Jul.                                                  | Ago.                                                  | Sep.                                                  | Oct.                                                  | Nov.                                                  | Dic.                                                  | Anual                                                 |
| ------------------------------------------------------------------------ | ----------------------------------------------------- | ----------------------------------------------------- | ----------------------------------------------------- | ----------------------------------------------------- | ----------------------------------------------------- | ----------------------------------------------------- | ----------------------------------------------------- | ----------------------------------------------------- | ----------------------------------------------------- | ----------------------------------------------------- | ----------------------------------------------------- | ----------------------------------------------------- | ----------------------------------------------------- |
| Temp. máx. abs. (°C)                                                     | 22.4                                                  | 25.5                                                  | 27.0                                                  | 30.4                                                  | 31.2                                                  | 32.3                                                  | 29.3                                                  | 28.1                                                  | 28.5                                                  | 27.4                                                  | 24.5                                                  | 25.1                                                  | 32.3                                                  |
| Temp. máx. media (°C)                                                    | 15.4                                                  | 17.2                                                  | 20.7                                                  | 23.8                                                  | 24.4                                                  | 24.1                                                  | 24.0                                                  | 24.1                                                  | 22.7                                                  | 20.5                                                  | 17.5                                                  | 15.1                                                  | 20.8                                                  |
| Temp. media (°C)                                                         | 8.1                                                   | 9.9                                                   | 13.2                                                  | 16.6                                                  | 19.0                                                  | 19.9                                                  | 19.8                                                  | 19.4                                                  | 17.8                                                  | 15.4                                                  | 11.6                                                  | 8.2                                                   | 14.9                                                  |
| Temp. mín. media (°C)                                                    | 2.3                                                   | 3.6                                                   | 6.4                                                   | 10.1                                                  | 14.3                                                  | 16.7                                                  | 16.9                                                  | 16.2                                                  | 14.6                                                  | 11.9                                                  | 7.3                                                   | 3.1                                                   | 10.3                                                  |
| Temp. mín. abs. (°C)                                                     | −5.4                                                  | −2.9                                                  | −5.2                                                  | 0.5                                                   | 5.5                                                   | 9.2                                                   | 11.6                                                  | 8.8                                                   | 6.2                                                   | 2.4                                                   | −2.9                                                  | −7.8                                                  | −7.8                                                  |
| Precipitación total (mm)                                                 | 15.8                                                  | 15.8                                                  | 19.6                                                  | 23.5                                                  | 97.4                                                  | 180.9                                                 | 202.2                                                 | 204.0                                                 | 119.2                                                 | 79.1                                                  | 42.4                                                  | 11.3                                                  | 1011.2                                                |
| Días de precipitaciones (≥ 0.1 mm)                                       | 4.4                                                   | 4.6                                                   | 5.5                                                   | 6.8                                                   | 12.2                                                  | 17.4                                                  | 20.3                                                  | 19.3                                                  | 15.8                                                  | 13.0                                                  | 7.3                                                   | 3.8                                                   | 130.4                                                 |
| Horas de sol                                                             | 224.5                                                 | 219.6                                                 | 255.4                                                 | 244.8                                                 | 212.2                                                 | 135.0                                                 | 124.3                                                 | 144.9                                                 | 123.5                                                 | 143.7                                                 | 169.8                                                 | 200.0                                                 | 2197.7                                                |
| Humedad relativa (%)                                                     | 68                                                    | 63                                                    | 58                                                    | 59                                                    | 68                                                    | 78                                                    | 83                                                    | 82                                                    | 82                                                    | 79                                                    | 77                                                    | 73                                                    | 72.5                                                  |
| Fuente: China Meteorological Administration all-time extreme temperature |                                                       |                                                       |                                                       |                                                       |                                                       |                                                       |                                                       |                                                       |                                                       |                                                       |                                                       |                                                       |                                                       |